# Фейрмонт (Небраска)
Фейрмонт (англ. Fairmont) — селище (англ. village) в США, в окрузі Філлмор штату Небраска. Населення — 592 особи (2020).

## Географія
Фейрмонт розташований за координатами 40°37′59″ пн. ш. 97°35′16″ зх. д. / 40.63306° пн. ш. 97.58778° зх. д. (40.633134, -97.587898).  За даними Бюро перепису населення США в 2010 році селище мало площу 2,11 км², уся площа — суходіл.

## Демографія
Згідно з переписом 2010 року, у селищі мешкало 560 осіб у 243 домогосподарствах у складі 151 родини. Густота населення становила 265 осіб/км².  Було 299 помешкань (142/км²).
Расовий склад населення:
| - 97,7 % — білих - 0,5 % — корінних американців - 0,2 % — азіатів - 1,4 % — осіб інших рас |

До двох чи більше рас належало 0,2 %. Частка іспаномовних становила 2,3 % від усіх жителів.
За віковим діапазоном населення розподілялося таким чином: 18,6 % — особи молодші 18 років, 54,4 % — особи у віці 18—64 років, 27,0 % — особи у віці 65 років та старші. Медіана віку мешканця становила 50,1 року. На 100 осіб жіночої статі у селищі припадало 93,1 чоловіків;  на 100 жінок у віці від 18 років та старших — 92,4 чоловіків також старших 18 років.
Середній дохід на одне домашнє господарство  становив 52 097 доларів США (медіана — 46 146), а середній дохід на одну сім'ю — 60 794 долари (медіана — 54 167). Медіана доходів становила 41 597 доларів для чоловіків та 22 083 долари для жінок. За межею бідності перебувало 11,2 % осіб, у тому числі 21,5 % дітей у віці до 18 років та 3,8 % осіб у віці 65 років та старших.
Цивільне працевлаштоване населення становило 298 осіб. Основні галузі зайнятості: освіта, охорона здоров'я та соціальна допомога — 13,8 %, роздрібна торгівля — 13,4 %, сільське господарство, лісництво, риболовля — 12,4 %.